# Vértigo (Siete de Salem)
Vértigo es una bruja ficiticia que aparece en los cómics estadounidenses publicados por Marvel Comics.
El personaje hizo su debut en acción real en la miniserie del Universo Cinematográfico de Marvel Agatha All Along (2024), interpretada por Okwui Okpokwasili.

## Historial de publicación
Apareció por primera vez en Fantastic Four #186, y fue creada por Len Wein y George Pérez.

## Biografía ficticia
Vértigo era miembro del grupo de brujas conocido como los Siete de Salem liderado por Nicholas Scratch. Ella es la hija de Scratch y nieta de Agatha Harkness.
El Mago reformó a los Cuatro Terribles usando a Gazelle, Reptilla y Vértigo de los Siete de Salem, y atacaron Chicago para llamar la atención de Mister Fantástico. Mister Fantástico casi fue derrotado por los Cuatro Terribles hasta que la Bruja Escarlata apareció en su ayuda, logrando ganar juntos la pelea.
Ella murió en la explosión de fuerzas mágicas causada por la Bruja Escarlata que destruyó Nueva Salem. Después, Vértigo y el resto de los Siete finalmente resucitaron y comenzaron a vivir en paz en Nueva Salem.

## Poderes y habilidades
Vértigo era capaz de inducir sensaciones de vértigo extremo en sus oponentes.
La forma de alter ego de Vértigo (que, no obstante, parece muy humana) es capaz de manejar magia a la par del resto de los habitantes de Nueva Salem. Además, puede asumir una forma que le otorga poderes adicionales: los de inducir náuseas extremas y debilitantes en sus víctimas. Esta habilidad fue aumentada y amplificada por el Mago.

## En otros medios
- Okwui Okpokwasili interpreta a Vértigo en Agatha All Along, en una versión en la que el aquelarre de los Siete de Salem está compuesto únicamente por mujeres.[4] Ella y su grupo llegaron a la casa de Agatha Harkness mientras su aquelarre estaba recitando la Balada del Sendero de las Brujas.[5]Después de que ella y su grupo logran ingresar al Sendero de la Brujas, Vértigo ataca por sorpresa al aquelarre de Harkness, pero los pierde nuevamente después de que ingresan a la tercera prueba.[6]Ella dirige al grupo buscando a Harkness, hasta encontrarse con Lilia Calderu, quien se quedó atrás para que Harkness y los demás pudieran escapar, volteando una de las cartas, lo que provocó que toda la habitación se diera vuelta, empalando a ella, a las demás y a Calderu en las espadas.[7]